# You Only Move Twice
"You Only Move Twice" är avsnitt två från säsong åtta av Simpsons och sändes på Fox i USA den 3 november 1996. Avsnittet regisserades av Mike B. Anderson och skrevs av John Swartzwelder efter en idé av Greg Daniels. Avsnittet består av tre delar. Familjen flyttar till en ny stad och Homer blir vän med sin chef, som är en superskurk. Bart, Lisa och Marge skulle också få en sak att göra i staden. Titeln är en parodi på Man lever bara två gånger och innehåller flera referenser till James Bond-filmerna. Avsnittet utspelar sig till största delen i Cypress Creek, vilket gjorde att man fick skapa en helt ny stad. Albert Brooks gästskådespelar som Homers nya chef, Hank Scorpio. Avsnittet anses av flera recensenter som en av de bästa i seriens historia.

## Handling
Waylon Smithers erbjuds ett jobb på Globex Corporation men tackar nej, så företaget frågar då Homer som tackar ja. Homers nya jobb innebär att familjen måste flytta till Cypress Creek. Då resten av familjen får reda på att de måste flytta tvekar de, så Homer låter dem se en video om staden. Videon får dem att tycka att Cypress Creek är mycket trevligare än Springfield. Familjen packar och lämnar sitt gamla liv för sitt nya liv i Cypress Creek. Homer blir snabbt vän med sin chef, Hank Scorpio, som Homer kallar för "Skorpion". Homers jobb är att motivera de anställda på kärnreaktorn att jobba bättre. Bart får börja en ny skola, men då skolan har högre krav på eleverna skickar de honom till specialklassen, där Bart inte trivs. Lisa upptäcker att hon är allergisk mot allt i naturen runt Cypress Creek och Marge blir deprimerad och börjar dricka vin då hon inte har något att göra på dagarna längre. 
Homer gillar sitt nya jobb och då han går för att fråga Scorpio var han kan köpa hängmattor tvingas Scorpio gå iväg på ett videosamtal med FN:s säkerhetsråd där han berättar för dem att han har domedagsmaskinen och att de har 72 timmar på sig att leverera guldet. För att visa att han inte bluffar spränger han samtidigt 59th Street Bridge. Ett par timmar senare får Scorpio besök av Mr. Bont som Homer lyckas stoppa. Som tack för det får han en löneförhöjning. Vid middagen, då Homer berättar om sin dag på jobbet, upptäcker han att hans familj hatar Cypress Creek och vill åka tillbaka till Springfield. Homer inser att han vill att hans familj ska vara glada och bestämmer sig för att sluta på jobbet. Han lämnar in sin avskedsansökan hos Scorpio samtidigt som kontoret håller på att bli anfallet av en insatsstyrka medan en tidnedräkning pågår. Scorpio förstår att han vill sin familj dess bästa och tackar Homer för all hans hjälp. Då familjen kommer tillbaka hem till Springfield har Scorpio lyckats med sin plan och tagit över östkusten och som tack har Scorpio skickat en present till Homer som ska vara en början på hans dröm att äga Dallas Cowboys. Presenten är Denver Broncos, vilket inte Homer uppskattar trots att Marge tycker presenten var fin.

## Produktion
Idén till avsnittet kom från Greg Daniels som tillsammans med de andra författarna bestämde att avsnittet skulle bestå av tre delar: de flyttar till en ny stad, Homer får ett nytt jobb med en Silicon Valley-typ chef som är modernare än Mr. Burns och chefen skulle vara en superskurk utan att Homer inser det. Resten av familjerna var man också tvungen att komma på en handling för. Marge fick börja dricka vin då de ansåg var det mest deprimerade som de kunde komma på. Det producerades en scen där farfar fick automatiska telefonsamtal efter att de flyttade. Scenen togs bort på grund av tidsbrist men fanns med som extra material på DVD:n. Cypress Creek kallades från början för "Emerald Caverns", namnet byttes för Cypress Creek liknade mer "Silicon Valley". Avsnittet fick skrivas av John Swartzwelder och regisserades av Mike B. Anderson. Rösten till Scorpio gjordes av Albert Brooks som improviserade flera av replikerna. Vid varje ny tagning då han improviserade replikerna var dessa annorlunda. Enlight Josh Weinstein är Homers repliker anpassades som om man verkligen blev förvånad över vad han säger. Inspelningarna med Brooks tog över två timmar. I The Simpsons: Filmen tänkte man under en period ha med Albert Brooks och Scorpio, men de gav honom en ny rollfigur istället.
Christian Roman, John Reiss och Mike Anderson ritade storyboarden för avsnitten. Vid animeringen upptäcktes att familjens hund och katt inte var med, så de fick lägga till dem så att de syntes. Scorpios design är inte gjord för att efterlikna Richard Branson, vilket många trodde vid sändningen, utan han designades som den perfekta galningen. Från början skulle alla Barts klasskompisar ha samma hår som Ralph Wiggum, men det såg konstigt ut så det ändrades. Mr. Bont skulle från början kallas för Mr. Bond, men de ändrade det för inte riskera att bli stämda.

## Kulturella referenser
Sista scenen i Globex-kontoret är baserat på James Bond-filmerna. Titeln är baserat på Man lever bara två gånger. Scenen då Mr. Bont är på väg att få en laserstråle mellan benen är en referens till Goldfinger. Mrs. Goodthighs från Casino Royale syns också i avsnittet, den attackerar en person som liknar Norman Schwarzkopf. Skolan har webbadressen "www.studynet.edu", webbadressen lades in för att nästan inga skolor hade en hemsida då avsnittet sändes och man skulle visa att det är en elitskola. Sången under eftertexterna skrevs av Ken Keeler och är en parodi på James Bond-låtarna. Sången var tre sekunder för lång så man fick snabbspola den lite. Författarna försökte få Shirley Bassey att sjunga den men hon ville inte.

## Mottagande
Rösten till Hank Scorpio gjordes av Albert Brooks,  som under 2006 blev utsedd av IGN till den bästa gästskådespelaren, varav Scorpio var hans bästa rollfigur och Phoenix.com placerade också Brooks på första plats över den bästa gästskådespelaren. I boken Planet Simpson, har Chris Turner skrivit att Brooks tillsammans med Phil Hartman är de bästa gästskådespelarna. Familjen Simpsons nya gatuadress, 15201 Maple Systems Road, är Ken Keeler-favoriter över gatunamnen i serien.
IGN har placerat avsnittet som den bästa från säsongen och skrivit att avsnittet är ett bra exempel på en långsam uppbyggnad av ett avsnitt som bara blir roligare och är ett av de bästa avsnitten i seriens historia. Robert Canning har givit avsnittet betyg 10 av 10 och anser att det är av de bästa avsnitten i seriens historia. Warren Martyn och Adrian Wood har i boken I Can't Believe It's a Bigger and Better Updated Unofficial Simpsons Guide kallat avsnittet för ett enormt avsnitt och har flera bra scener och gillar även delarna med resten av familjen. De gillar både barnen i Barts klass och andra scenen med Lisa och ekorren. De gillar Scorpio och de anser att skämtet då en uggla tar tag i en ekorre är en av seriens bästa skämt. Chris Turner anser att Gordy hamnande i specialklassen för han är från Kanada är ett av de bästa skämten om Kanada i amerikanskapopulärkulturen. Ben Rayner på Toronto Star har med avsnittet på hans lista över de bästa avsnitten. Raul Burriel anser också att avsnittet är en av de bästa i seriens historia. Avsnittet hamnade på plats 50 över mest sedda program under veckan med en Nielsen ratings på 8.5 vilket gav 8,2 miljoner hushåll och det näst mest sedda programmet på Fox under veckan.